# Charles I. de Rohan
Charles I. de Rohan († 29. Dezember 1438) aus dem Haus Rohan war ein französischer Adliger aus der Bretagne.

## Leben
Er ist der einzige Sohn aus der 1373 geschlossenen zweiten Ehe von Jean I. de Rohan, Vicomte de Rohan, und Juana de Navarra, der Schwester des Königs Karl II. von Navarra, dessen Namen er bei der Taufe erhielt. Alain VIII. de Rohan war sein älterer Halbbruder.
Durch den Tod seines Vaters fiel das Erbe des Hauses Rohan an Alain VIII., doch mit Rücksicht auf den Status seiner Mutter erhielt er 1396 die Lehen Guémené, Guingamp (Kamenet-Guégant) und La Roche-Moysan.
Er heiratete per Ehevertrag vom 10. März 1405 Catherine du Guesclin, Dame du Verger († nach 1461), die Tochter von Bertrand du Guesclin, Seigneur de La Morelière, und Isabeau d’Ancenis, Dame de l’Isle-d‘Aurillé et de Romefort. Dieser Bertrand du Guesclin war ein gleichnamiger Vetter des Connétable. Ihr einziges Kind und Erbe ist Louis I. de Rohan, Seigneur de Guéméné.
Am 1. Mai 1407 schloss er einen Vergleich mit den Onkeln seiner Frau, denen er das Land Roberie überließ, und nahm am 21. April 1415 mit Geoffroy de la Haye, der seine Schwiegermutter geheiratet hatte, eine Teilung vor, aus der er neben anderen die Lehen Mortiercrolles und Remefort erhielt.
1416 war er einer der Barone im Haus des Herzogs Johann VI. von Bretagne, den er im Jahr 1418 auf dessen Reise nach Paris begleitete. Am 13. Juli 1420 gab der Herzog ihm das Lehen Vauruse, das Marguerite de Clisson, Gräfin von Penthièvre, von seinem Schwiegervater usurpiert hatte, und von der es beschlagnahmt worden war, und huldigte am selben Tag dem Herzog. 
Als Johann VI. 1420 bei Champtoceaux von der Gräfin von Penthièvre gefangen genommen worden war, wurde Charles de Rohan zum Capitaine général in der Basse-Bretagne ernannt und mit der Sicherung dieses Teils des Landes beauftragt. Er gehörte dann zu den Abgesandten, die Herzogin Johanna (eine Tochter des Königs Karl VI. von Frankreich) zum Dauphin schickte, um die Freiheit des Herzogs zu erwirken, der ihm im selben Jahr mit Urkunde vom 23. September, bestätigt am 7. Oktober, die Kastellanei von Minibriac gab als Anerkennung für die Hilfe, die er zu seiner Freilassung geleistet hatte.
Er ratifizierte den Vertrag, der 1427 in Rennes zwischen Johann VI. und den Gesandten des Herzogs von Bedford geschlossen wurde.
Er testierte am 13. Oktober 1434 und starb am 29. Dezember 1438.